# Pachylinae
Sous-famille
Les Pachylinae sont une sous-famille d'opilions laniatores de la famille des Gonyleptidae.

## Distribution
Les espèces de cette sous-famille se rencontrent en Amérique du Sud.

## Liste des genres
Selon World Catalogue of Opiliones (28/08/2021) :
- Acanthopachylus Roewer, 1913
- Acanthoprocta Loman, 1899
- Acrographinotus Holmgren, 1917
- Allogonyleptes Roewer, 1917
- Anoplogynopsis Soares, 1966
- Berlaia Mello-Leitão, 1940
- Biconisoma Roewer, 1936
- Bristoweia Mello-Leitão, 1924
- Bullaepus Roewer, 1930
- Bunoplus Roewer, 1927
- Calcarogyndes Mello-Leitão, 1932
- Caldanatus Roewer, 1943
- Camposicola Mello-Leitão, 1924
- Camposicoloides Soares, 1944
- Capichabesia Soares, 1944
- Carlotta Roewer, 1943
- Ceratoleptes Soares & Soares, 1979
- Ceropachylinus Mello-Leitão, 1943
- Chaquesia Soares, 1944
- Chauveaua Canals, 1939
- Chilebalta Roewer, 1961
- Chilegyndes Roewer, 1961
- Corralia Roewer, 1913
- Discocyrtulus Roewer, 1927
- Discocyrtus Holmberg, 1878
- Eopachylus Mello-Leitão, 1931
- Ergastria Mello-Leitão, 1941
- Eubalta Roewer, 1923
- Eusarcus Perty, 1833
- Fonckia Roewer, 1913
- Giupponia Pérez-González & Kury, 2002
- Goodnightiella Soares & Soares, 1945
- Guaraniticus Mello-Leitão, 1933
- Gyndesoides Mello-Leitão, 1933
- Gyndesops Roewer, 1943
- Gyndoides Mello-Leitão, 1927
- Haversia Roewer, 1913
- Huadquina Roewer, 1930
- Huasampillia Roewer, 1913
- Hyperpachylus Roewer, 1957
- Hypophyllonomus Giltay, 1928
- Iandumoema Pinto-da-Rocha, 1997
- Ibarra Roewer, 1925
- Iguassua Mello-Leitão, 1935
- Iguassuoides Soares & Soares, 1954
- Itatiaincola Soares & Soares, 1948
- Izecksohnopilio Soares, 1977
- Junicus Goodnight & Goodnight, 1947
- Kuryella Özdikmen, 2006
- Lacronia Strand, 1942
- Mangaratiba Mello-Leitão, 1940
- Marayniocus Acosta, 2006
- Maromba Soares & Soares, 1954
- Metabalta Roewer, 1913
- Metagyndes Roewer, 1913
- Metagyndoides Mello-Leitão, 1931
- Metalycomedes Mello-Leitão, 1926
- Metaphalangodella Roewer, 1915
- Meteusarcoides Mello-Leitão, 1922
- Nanophareus Roewer, 1929
- Neogonyleptes Roewer, 1913
- Neopucroliella Roewer, 1931
- Ogloblinia Canals, 1933
- Oliverius Soares & Soares, 1945
- Pachylibunus Roewer, 1913
- Pachyloidellus Müller, 1917
- Pachyloides Holmberg, 1878
- Pachylus Koch, 1839
- Pachylusius Mello-Leitão, 1949
- Palcapachylus Roewer, 1952
- Parabalta Roewer, 1913
- Paradiscocyrtus Mello-Leitão, 1927
- Paraluederwaldtia Mello-Leitão, 1927
- Paraprosontes Soares & Soares, 1947
- Parapucrolia Roewer, 1917
- Passosa Roewer, 1928
- Pichitus Roewer, 1959
- Planiphalangodus Roewer, 1929
- Polyacanthoprocta Mello-Leitão, 1927
- Propachylus Roewer, 1913
- Pseudoacrographinotus Soares, 1966
- Pseudogyndes Mello-Leitão, 1932
- Pseudogyndesoides Soares, 1944
- Punagraphinotus Bauab-Vianna & Soares, 1973
- Punrunata Roewer, 1952
- Qorimayus Acosta, 2020
- Riosegundo Canals, 1943
- Sadocus Sørensen, 1886
- Singram Mello-Leitão, 1937
- Soaresia Soares, 1945
- Spinivunus Roewer, 1943
- Tarmapachylus Roewer, 1956
- Tingomaria Mello-Leitão, 1949
- Triglochinura Mello-Leitão, 1924
- Tumbesia Loman, 1899
- Ubatubesia Soares, 1945
- Uropachylus Mello-Leitão, 1922
- Victoriaincola Soares & Soares, 1946
- Yraguara Mello-Leitão, 1937

## Publication originale
- Sørensen, 1884 : « Opiliones Laniatores (Gonyleptides W. S. Olim) Musei Hauniensis. » Naturhistorisk Tidsskrift, vol. 14, p. 555–646.